# Xi’an Y-7
Xi’an Y-7 (chiń. 運-7; pinyin Yùn-7) – chińska kopia radzieckiego samolotu pasażerskiego zaprojektowanego w biurze Antonowa An-24.

## Historia
Prototyp samolotu oblatano 25 grudnia 1970 roku jednak dopiero w 1987 r. rozpoczęto seryjną produkcję tych maszyn. Pierwszy samolot wszedł do służby w Civil Aviation Administration of China rok wcześniej. W opracowaniu samolotu obok firm rodzimych, duży udział miało przedsiębiorstwo HAECO z Hongkongu.

## Konstrukcja
Samolot jest górnopłatem z dwoma silnikami turbośmigłowymi WJ-5A-1 (będącymi kopiami radzieckich silników AI-24A) napędzającymi czterołopatowe śmigła. W porównaniu z pierwowzorem zmieniono awionikę, system tlenowy, klimatyzacyjny i przeciwoblodzeniowy. Najbardziej zauważalną zmianą jest dodanie na końcówkach skrzydeł wingletów zmniejszających o 4% opór aerodynamiczny. Płat ma konstrukcję dwudzwigarową z lotkami i klapami Fowlera. Klasyczne usterzenie z dwudzwigarowymi statecznikami. Kadłub o konstrukcji półskorupowej. Podwozie przednie dwukołowe chowane w kadłub, główne, również dwukołowe chowane do gondoli silnikowych. 

## Wersje
- Xi’an Y-7-100 - wersja napędzana silnikami WJ-5A-1
- Xi’an Y-7-200A - wersja z powiększonym tyłem kadłuba i silnikami  Pratt and Whitney PW124A
- Xi’an Y-7-200B - samolot z wydłużonym o 0,74 m kadłubem i silnikami Dong’an WJ-5A-IG
- Xi’an Y-7-300 - samolot z tylną rampą ładunkową